# Article 48 de la Constitution de Weimar
Lire en ligne

mjp.univ-perp.fr

L'article 48 de la Constitution de Weimar donne au président du Reich le pouvoir, sous certaines circonstances assez floues (lorsqu'« un Land ne remplit pas les devoirs » ou que « la sûreté et l'ordre public sont gravement troublés ou compromis »), de prendre des décisions discrétionnaires sans autre autorisation légale et sans consulter le Reichstag, qui peut seulement les faire abroger a posteriori. Très utilisé dès l'origine (134 usages entre 1919 et 1924), il servit finalement au chancelier Adolf Hitler à transformer la République de Weimar en Troisième Reich.

## Texte de loi
L'article 48 de la constitution de Weimar dispose:

« Si un Land ne remplit pas les devoirs qui lui incombent en vertu de la Constitution et des lois du Reich, le président du Reich peut l'y contraindre en utilisant la force. 
Le président du Reich peut, lorsque la sûreté et l'ordre public sont gravement troublés ou compromis au sein du Reich, prendre les mesures nécessaires à leur rétablissement ; en cas de besoin, il peut recourir à la force. A cette fin, il peut suspendre totalement ou partiellement l'exercice des droits fondamentaux garantis aux articles 114, 115, 117, 118, 123, 124 et 153.
Le président du Reich doit sans retard communiquer au Reichstag toutes les mesures prises en application du premier ou du deuxième alinéa du présent article. Ces mesures doivent être abrogées à la demande du Reichstag. 
En cas de danger, le gouvernement d'un Land peut, sur son territoire, prendre des mesures provisoires analogues à celles mentionnées à l'alinéa 2. Ces mesures doivent être abrogées à la demande du président du Reich ou du Reichstag. 
Les modalités sont fixées par une loi du Reich. »

## Historique
Après le Traité de Versailles, une période d'hyperinflation sévère touche l'Allemagne entre 1921 et 1923, suivie de l'occupation de la Ruhr entre 1923 et 1925. Friedrich Ebert, homme politique allemand social démocrate et premier président de la République de Weimar, utilise l'article 48 à 136 reprises, cela inclut la déposition des gouvernements (élus en toute légalité) dans les Lander de Saxe et en Thuringe quand ces États étaient le théâtre de désordres. Il utilise également l'article 48 pour introduire des lois pour protéger le pays de la crise économique liée à l'hyperinflation de la République de Weimar.
L'article 48 sera d'une grande importance par la suite pour la prise de pouvoir du parti Nazi et du chancelier du IIIe Reich, Adolf Hitler. Cette législation affaiblit la république de Weimar car au lieu d'être une solution pour les problèmes d'importance nationale, cet article est utilisé comme outil de pouvoir ordinaire, jusqu'à ce que finalement le nazisme l'utilise pour consolider définitivement son pouvoir en supprimant tout opposition et le pouvoir politique du Reichstag ,. En effet, à la suite de l'incendie du Reichstag en 1933, Hitler utilise cet article constitutionnel pour s'attribuer les pleins pouvoirs,.

## Interprétation de l'article
La loi du Reich prévue à la fin de l'Article 48 et qui devait en préciser les modalités d'usage s'est révélé très permissive. Bien qu'il soit clairement indiqué dans l'article (en son troisième paragraphe) que le Reichstag doit être immédiatement saisi des mesures prises et qu'il peut les annuler, tandis qu'en outre les gouvernements des Länder peuvent saisir la cour constitutionnelle, ces garde-fous se sont en pratique révélés inopérants. Lors du Preußenschlag par exemple, le gouvernement local délogé par usage de l'article 48 saisit sans succès le Staatsgerichtshof.
En pratique les gouvernements centraux, de Friedrich Ebert à Adolf Hitler en passant par Paul von Hindenburg et Franz von Papen ont pu en faire un usage extensif pour mettre en place leur agenda politique, renverser des gouvernements locaux, adopter des lois et, finalement, changer le régime avec la mise en place du Troisième Reich alors même que le cadre constitutionnel n'est pas officiellement changé.